# Dymchurch
Dymchurch – wieś w Anglii, w hrabstwie Kent, w dystrykcie Folkestone and Hythe. Leży 43 km na południowy wschód od miasta Maidstone i 95 km na południowy wschód od centrum Londynu.